# Продажа невольницы
«Продажа невольницы» (фр. Vente d'esclaves à Rome) — картина французского художника Жана-Леона Жерома, написанная им в 1884 году. Находится в коллекции Государственного Эрмитажа в Санкт-Петербурге (Россия).

## История и создание

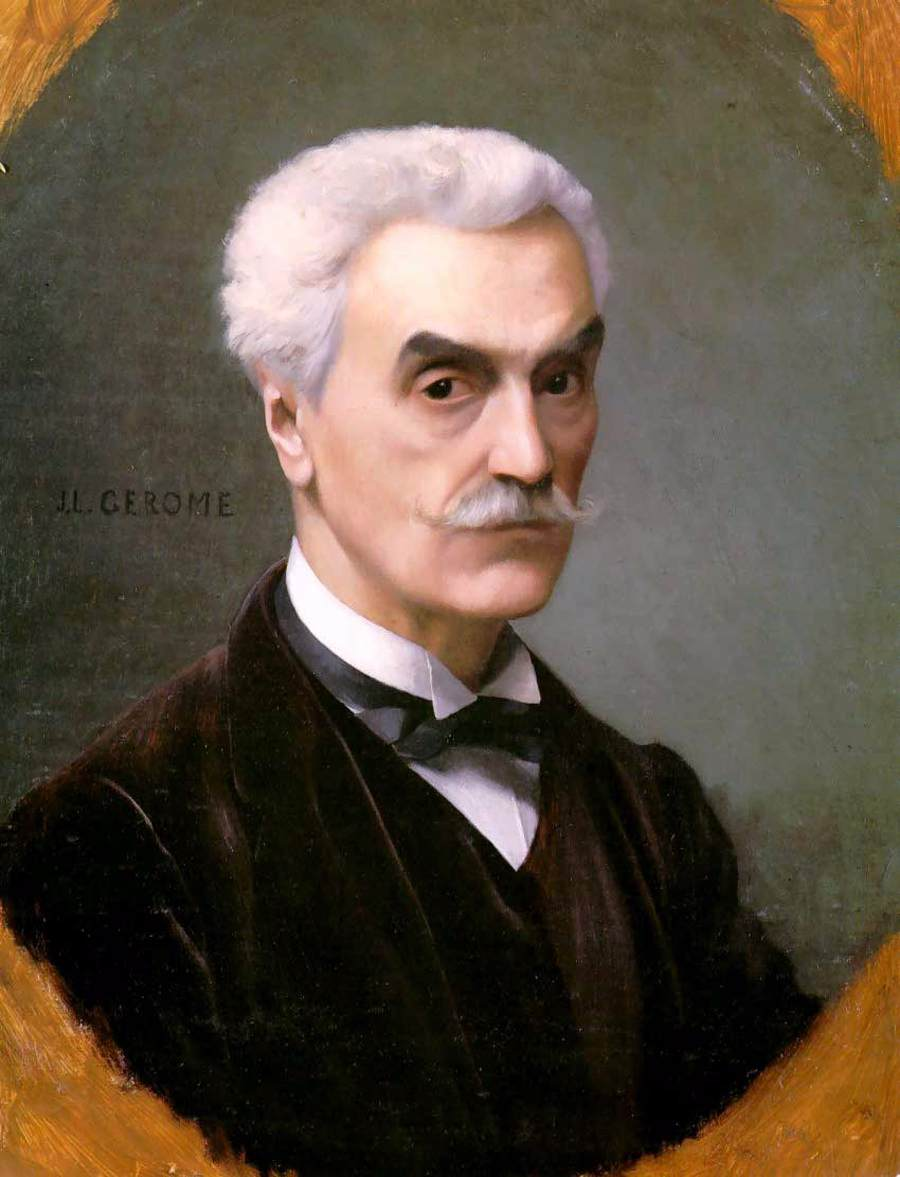
Жан-Леон Жером, автопортрет, 1886 год

Французский живописец Жан-Леон Жером (1824—1904) был учеником знаменитых художников Поля Делароша и Шарля Глейра, от которых он на всю оставшуюся жизнь почерпнул страсть к путешествиям, изучению обычаев разных народов, а также особую любовь к Востоку. Ранние картины Жерома были хорошо оценены одним из самых уважаемых и влиятельных художественных критиков и впоследствии другом художника — Теофилем Готье. На волне зарождения массовой культуры провинциал Жером начал отражать чаяния новой публики формирующейся буржуазной Франции, став знаменитым у салонной аристократии благодаря своим академическими портретами и мелодраматическими полотнами, так и картинам о наполеоновских походах и жизни на арабских базарах, а также работами на мифологические и эротические темы. Находясь на вершине своей творческой карьеры, Жером был постоянным гостем императорской семьи и занимал должность профессора в Школе изящных искусств. Его студия была местом встречи художников, актёров и писателей, а сам Жером стал легендарным и уважаемым мастером, известным своим язвительным остроумием, пренебрежительным отношением к дисциплине, однако жёстко регламентированными методами преподавания и крайней враждебностью к импрессионизму.
В то же время во Франции появился спрос на новый подход к исторической живописи, выраженный в словах историка Проспера де Баранта, отмечавшего, что «мы все хотим знать о том, как жили более ранние общества и отдельные личности. Мы требуем того, чтобы их образ был ясно виден в нашем воображении, и чтобы они предстали живыми перед нашими глазами». C конца 1850-х годов Жером оказался невероятно предприимчив в выборе пользовавшихся популярностью исторических тем, начиная от Древней Греции и Рима. Также Жером будто ответил на призыв Баранта, взявшись за довольно эклектичное переосмысление своего академизма, во многом находясь под влиянием Жан-Огюст-Доминика Энгра, писавшего свои картины через призму личной и повседневной жизни, а также своего учителя Делароша, выбравшего более театральный подход в живописи на исторические сюжеты. Жером начал работать над достижением баланса между реализмом почти документальной точности и научным подходом к образной реконструкции исторических событий, развив в себе умение мастерски управлять повествовательным потенциалом сюжетов своих картин, ввиду чего они производили неизгладимое впечатление на зрителей. В то же время он отказался от поэтических обобщений и идеализации главных героев, однако уравновешенная и дотошная в деталях живописная техника художника практически делала людей непосредственными свидетелями событий прошлого. Написание картин на сюжеты из жизни в Древнем Риме занимало значительно место в творчестве Жерома, умевшего придать композициям своих работ законченную целостность и театральную зрелищность в сочетании с гладкой и чёткой живописной техникой, а также будто скульптурной моделировкой фигур персонажей. Вместе с тем художника часто обвиняли в том, что он работает на потребу публике и не задумывается о будущей востребованности сюжетов своих картин.
В 1854 году Жером совершил очередное путешествие в Турцию, а в 1856 году посетил Египет, побывав также и в других странах Ближнего Востока как европейский художник, проявлявший живой интерес к экзотике, имевшей большой спрос в эпоху романтизма. В результате он собрал значительное количество материала для будущих картин с образами обнажённых восточных красавиц, в том числе на тему рабства и эксплуатации женщин, особенно белых, в том числе в исламском мире, в которых научная точность соединилась с причудливым воображением.

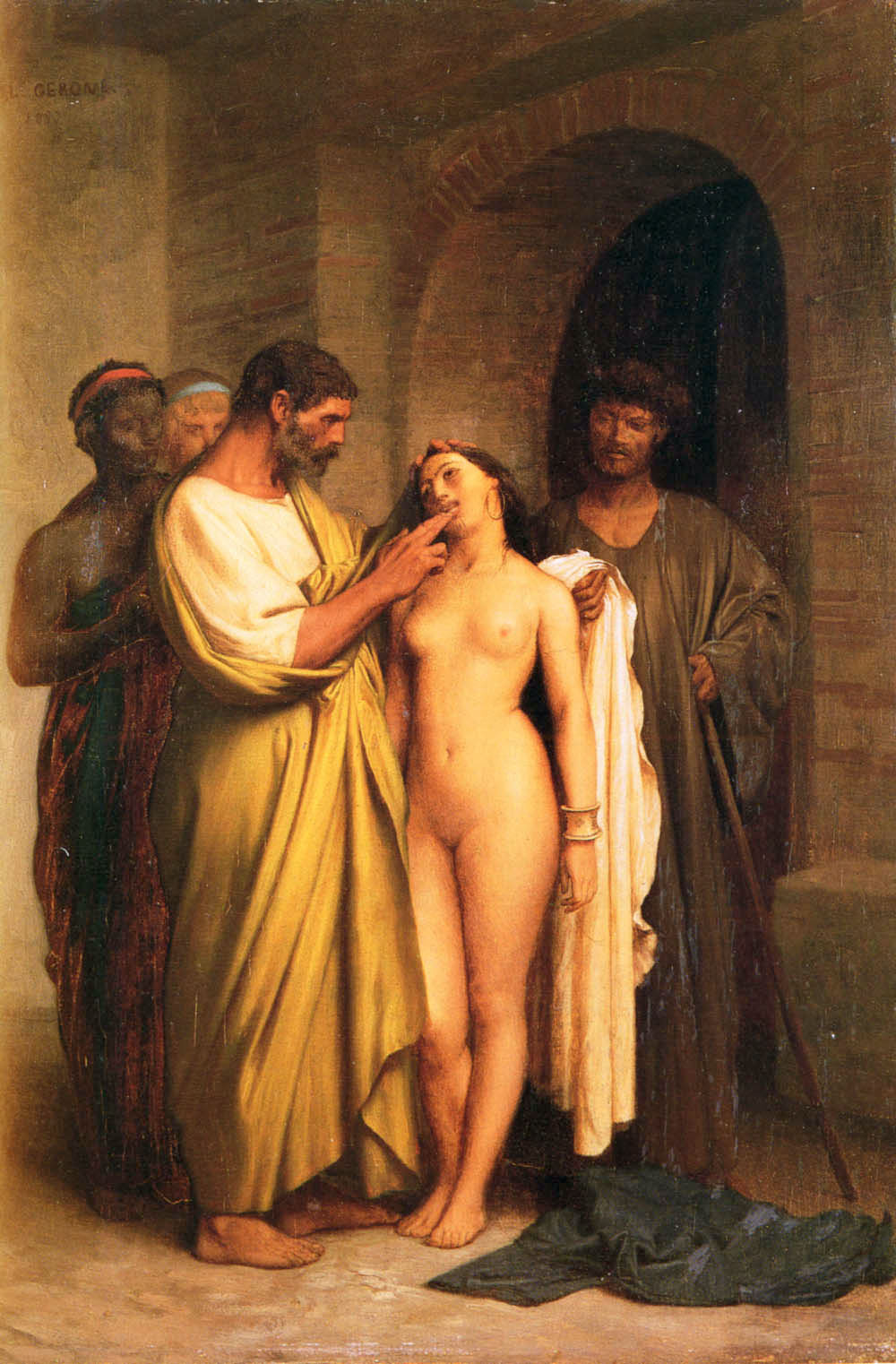
«Покупка рабыни»
«Арабский рынок наложниц»
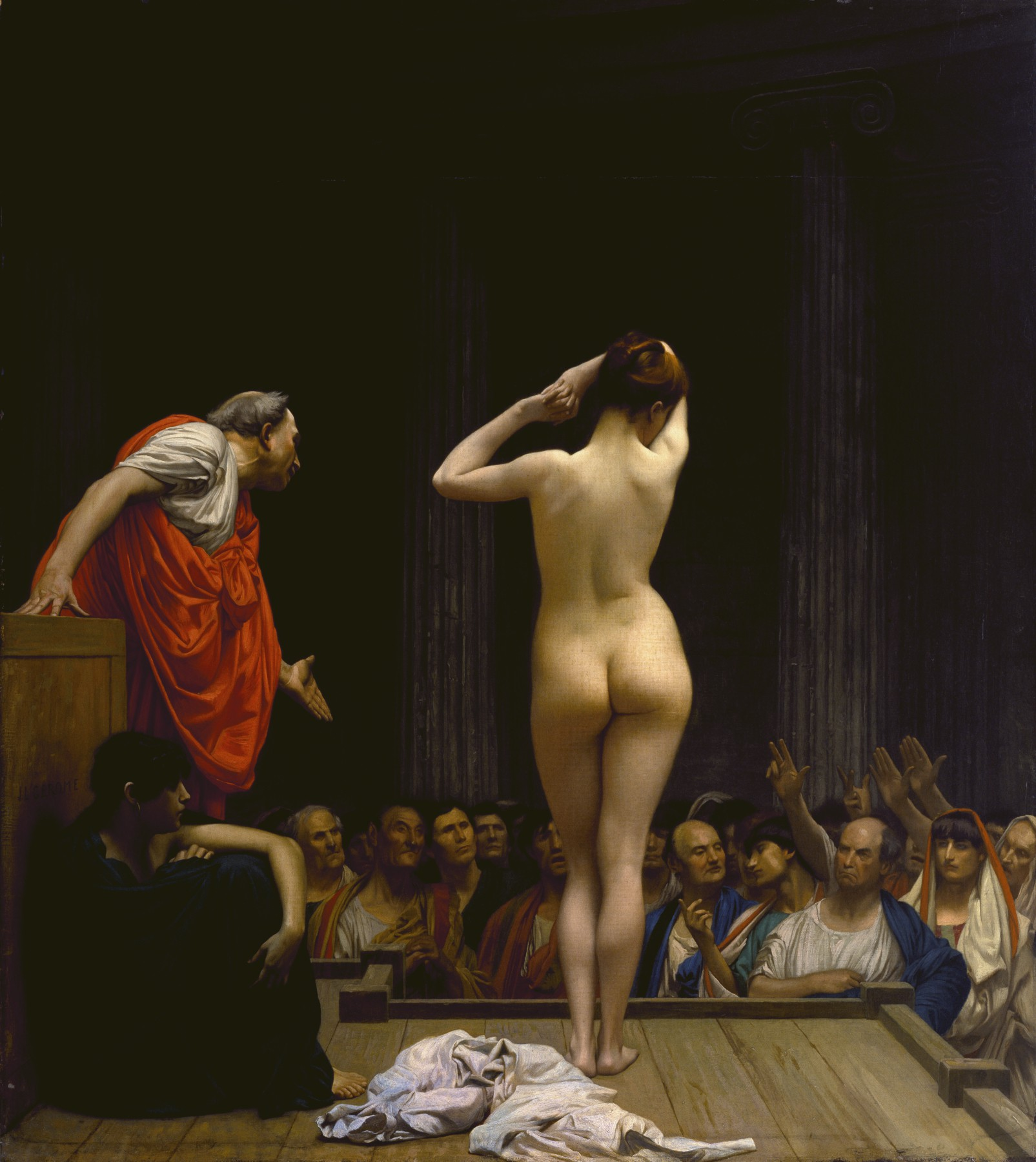
«Римский невольничий рынок»
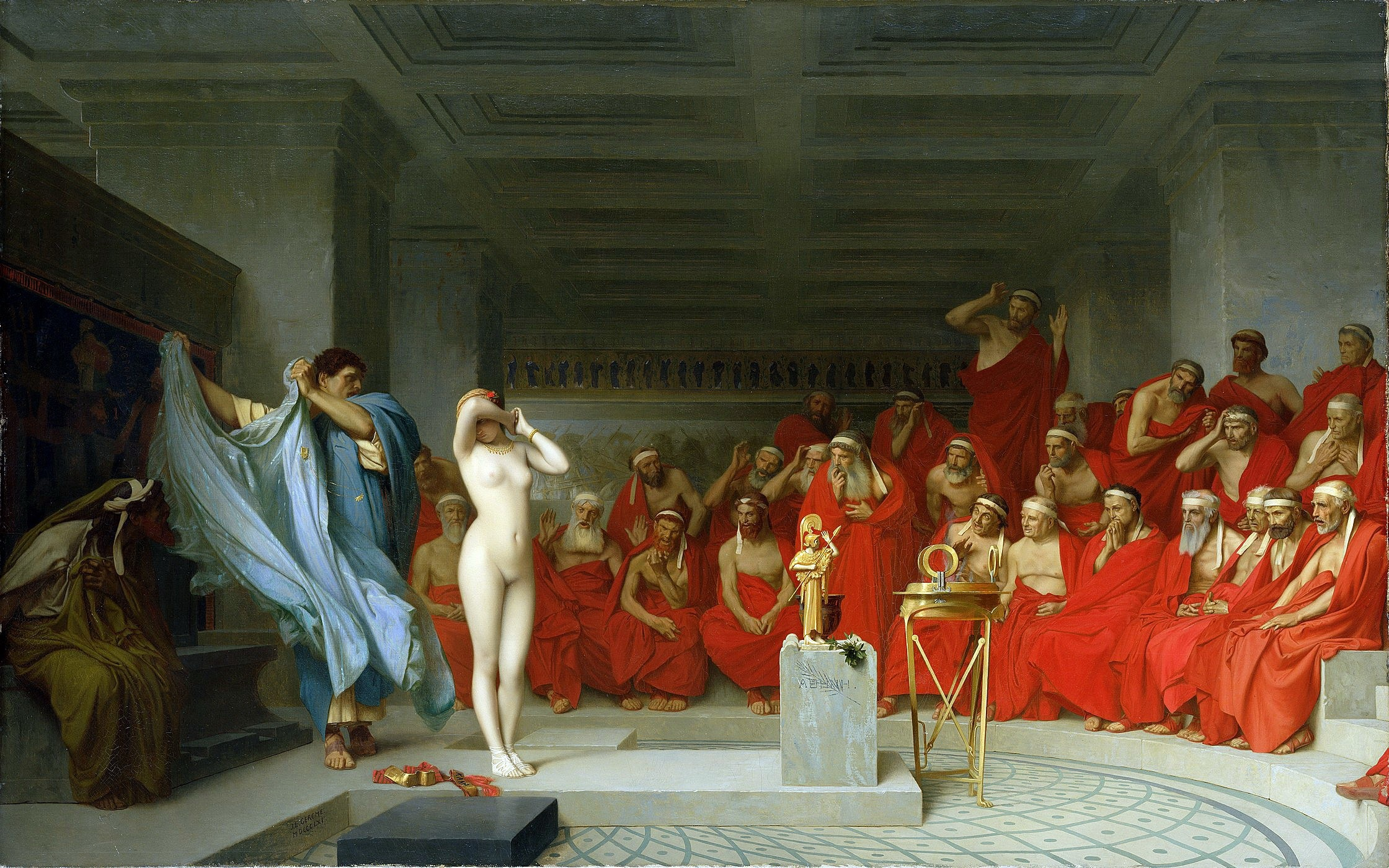
«Фрина перед ареопагом»

В настоящее время известно несколько картин Жерома по темам невольничьих рынков, местом действия которых он избрал Древний Рим или Стамбул XIX века. Среди них можно выделить такие работы, как «Покупка рабыни» 1857 года (частная коллекция) и «Арабский рынок наложниц» 1866 года (Институт искусств Стерлинга и Франсин Кларк). Картина «Продажа невольницы» была написана в 1884 году. Почти одновременно по той же теме Жером создал другую работу под названием «Римский невольничий рынок» (Художественный музей Уолтерса), на которой рабыня изображена со спины, благодаря чему зритель может вглядеться в лица рабовладельцев. О схожести о композиций также можно судить по имеющимся карандашным наброскам, на которых запечатлены фигуры работорговца и рабовладельца, впоследствии изображённые Жеромом по отдельности на этих двух работах. В то же время композиции всех этих картин отсылают зрителя к другой более ранней и известной работе Жерома 1861 года — «Фрина перед ареопагом» (Гамбургский кунстхалле). Он писал «Фрину» по фотографии обнажённой женщины работы Надара, более известного своими портретами писателей, художников и политиков. Моделью для фотографа была Мари-Кристин Леру, одна из лишь трёх женщин, которых Надар фотографировал обнажёнными за время своей карьеры.

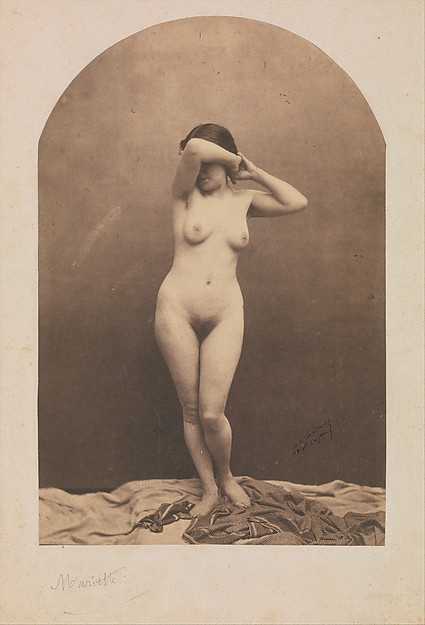
Фотография работы Надара
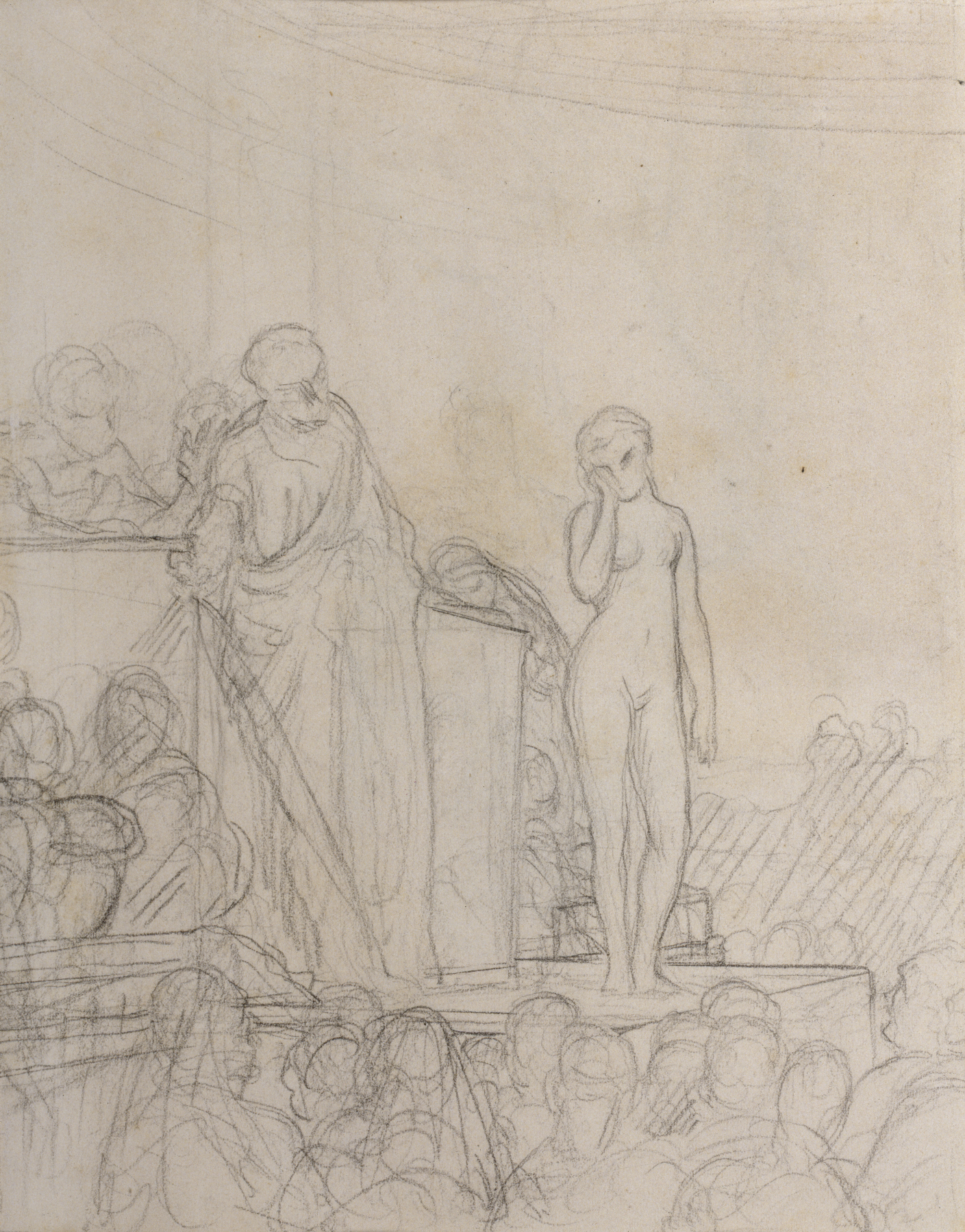
Набросок Жерома
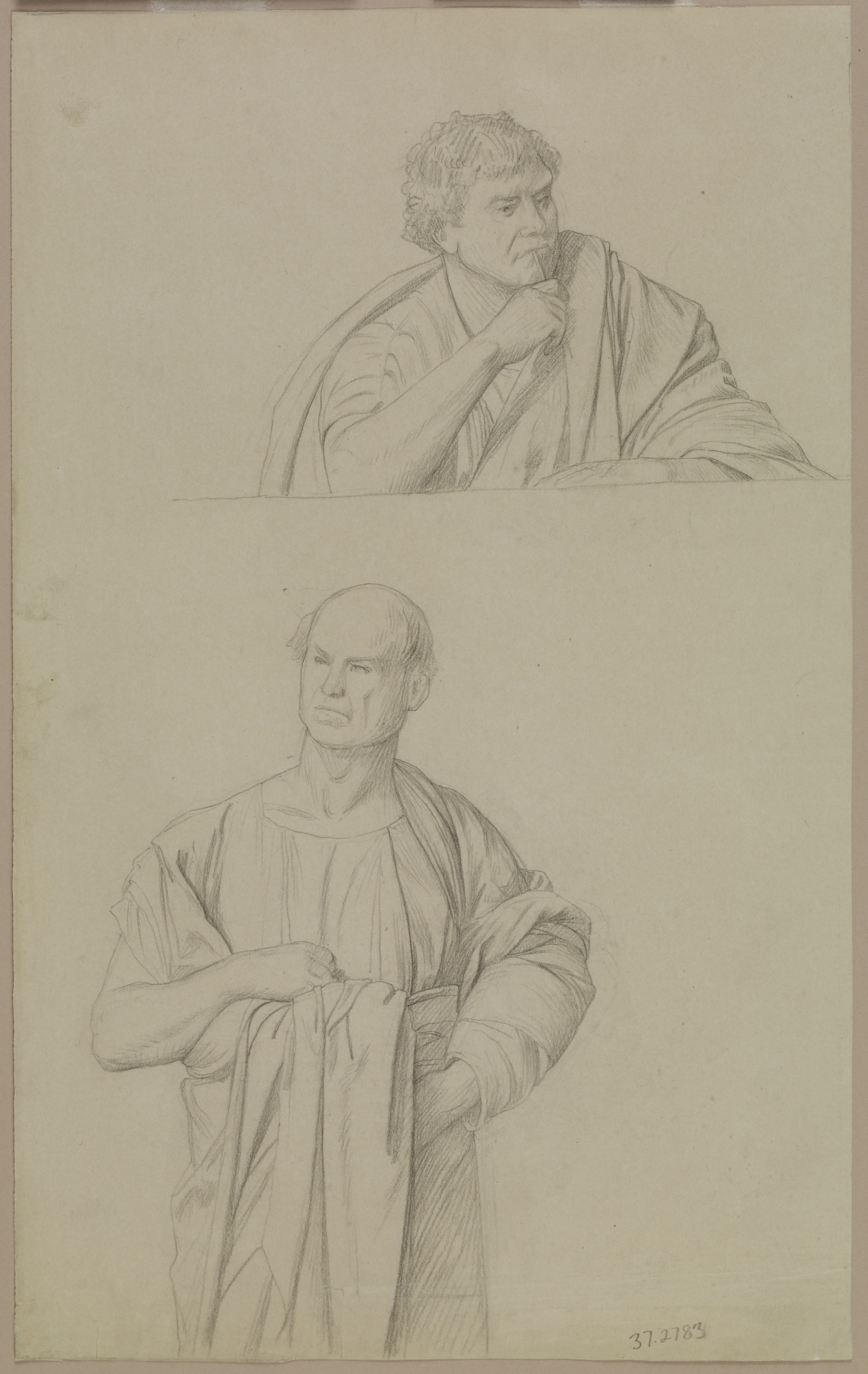
Другой набросок Жерома

## Композиция
Картина написана маслом на холсте, а её размеры составляют 92 × 74 см. В центре полотна на высоком помосте стоит древнеримский работорговец, демонстрирующий в качестве товара находящуюся рядом обнаженную женщину, которая от стыда закрыла рукой своё лицо. Она выставлена на всеобщее обозрение для продажи похотливым рабовладельцам, которые энергичным жестом выставляют вперед левую руку и тем самым назначают цену за рабыню. Слева от неё на полу сидит ещё одна обнажённая женщина, угрюмо ждущая своей судьбы. Позади же них обеих стоит закутанная в платок мать с тремя голыми детьми. Несмотря на чувственную привлекательность композиции картины Жерома, она является яркой демонстрацией ужаса рабства.

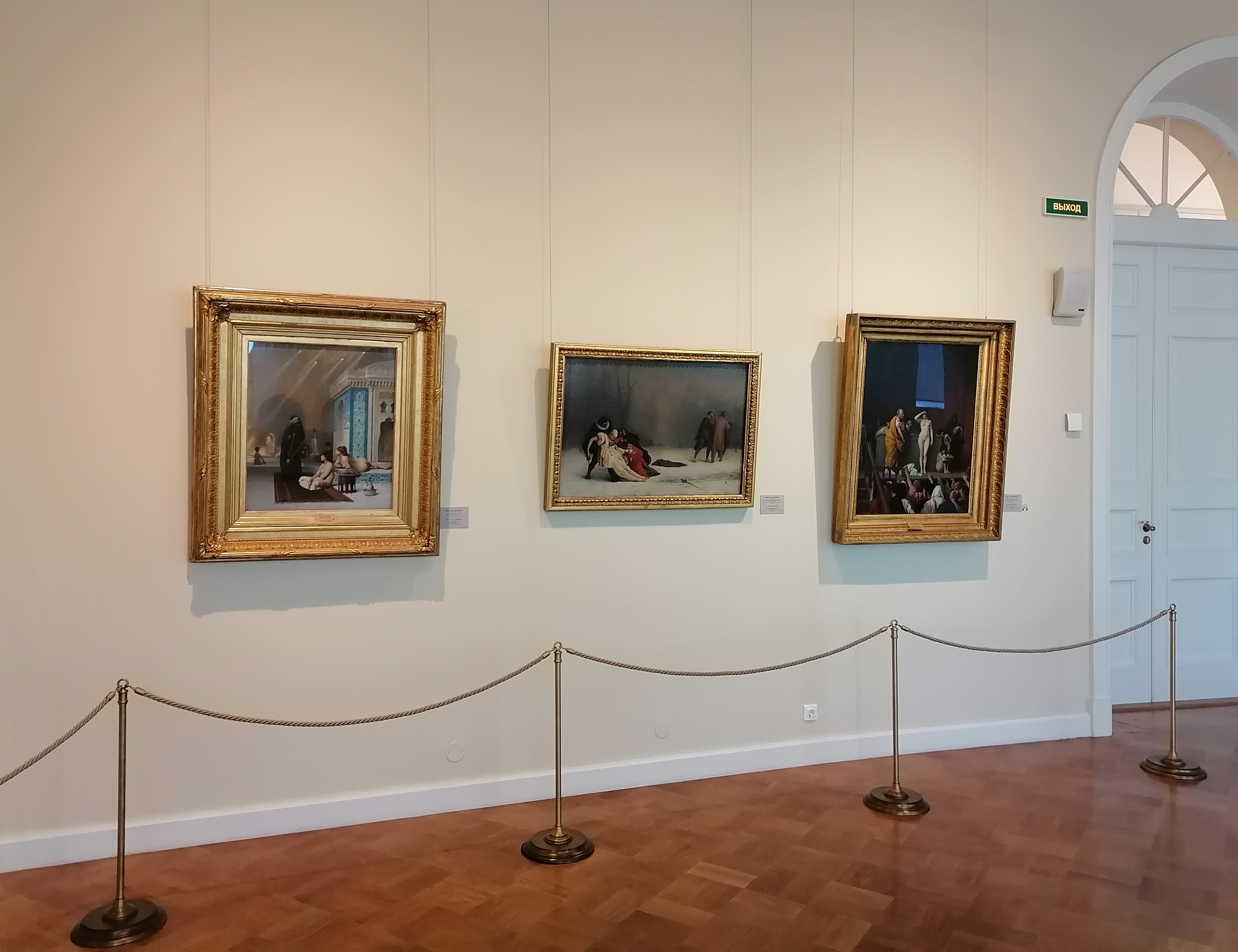
Картины Жерома в 308 зале здания Главного штаба

## Судьба
В 1884 году ещё до открытия Парижского салона картина «Продажа невольницы» была куплена у Жерома великим князем Сергеем Александровичем для своей жены Елизаветы Федоровны. В 1930 году работа была оценена конторой «Антиквариат», после чего попала в коллекцию Государственного Эрмитажа в Санкт-Петербурге (Россия), где и находится в настоящее время под инвентарным номером ГЭ-6294, выставляясь в 308 зале здания Главного штаба. В 2012—2013 годах картина в рамках масштабной выставки работ французских художников-современников Жерома, в частности представителей импрессионизма, неоклассицизма и романтизма, экспонировалась в музее Ван Гога в Амстердаме (Нидерланды).

## Комментарии
1. ↑  Дословный перевод названия — «Продажа невольниц в Риме».